# 石山諒
石山 諒（いしやま りょう）は、日本の漫画家。兵庫県出身。大阪総合デザイン専門学校漫画学科卒業。

## 経歴
第53回（2011年11月期）JUMPトレジャー新人漫画賞（審査員：久保帯人）にて「デコ・ボコ モンスター」で佳作、久保帯人特別賞受賞。『週刊少年ジャンプ』（集英社）公式ウェブサイト上にて作品が掲載された。
『少年ジャンプNEXT!』（集英社）2012 SPRINGに掲載された「ユミルの魔人」でデビューした。
『週刊少年ジャンプ』2014年33号から49号まで「三ツ首コンドル」を初連載し、その後、同誌2016年45号から2017年12号まで「歪のアマルガム」を連載した。
2024年には『龍とカメレオン』が第53回日本漫画家協会賞まんが王国とっとり賞を受賞をする。

## 作品リスト

### 連載
- 三ツ首コンドル（『週刊少年ジャンプ』2014年33号 - 49号）
- 歪のアマルガム（『週刊少年ジャンプ』2016年45号 - 2017年12号）
- ONE PIECE episode A（ネーム構成担当[2]、原作：尾田栄一郎、原案：ひなたしょう・浜崎達也、作画：Boichi、『ONE PIECE magazine』Vol.10 - Vol.13） - 「ONE PIECE novel A」のコミカライズ版。
- 龍とカメレオン（『月刊ガンガンJOKER』2022年11月号[3] - 連載中）

### 読み切り
- ユミルの魔人（『少年ジャンプNEXT!』2012 SPRING） - 『三ツ首コンドル』1巻に併録。
- パラサイトB（『ジャンプVS -バーサス-』2013年[4]） - 『三ツ首コンドル』2巻に併録。
- 三ツ首コンドル（『週刊少年ジャンプ』2014年3号） - 『三ツ首コンドル』3巻に併録。
- 凶星の紫（『少年ジャンプNEXT!!』2015 vol.3[5]） - 『歪のアマルガム』2巻に併録。
- 妖移植変異体ガロ（『週刊少年ジャンプ』2016年1号[6]） - 『歪のアマルガム』3巻に併録。
- 祓魔師の弟子サタン（『少年ジャンプGIGA』2018 WINTER vol.3[7]）
- 龍侍（『少年ジャンプGIGA』2018 SUMMER vol.2）
- 墓守少年じゅじゅへんけい（『少年ジャンプGIGA』2020 WINTER）
- LET'S MAKE CHOCOLATE（『週刊少年ジャンプ』2022年10号） - ジャンプ・ショート・フロンティア。

### 書籍
- 『三ツ首コンドル』、集英社〈ジャンプ コミックス〉2014年 - 2015年、全3巻
- 『歪のアマルガム』、集英社〈ジャンプ コミックス〉2017年、全3巻
- 『ONE PIECE episode A』、集英社〈ジャンプ コミックス〉2022年、全2巻
- 『龍とカメレオン』、スクウェア・エニックス〈ガンガンコミックスJOKER〉2023年 - 刊行中、既刊7巻（2025年6月20日現在）
  1. 2023年4月21日発売[8][9]、ISBN 978-4-7575-8531-7
  2. 2023年8月22日発売[10]、ISBN 978-4-7575-8734-2
  3. 2023年12月21日発売[11]、ISBN 978-4-7575-8971-1
  4. 2024年5月22日発売[12]、ISBN 978-4-7575-9196-7
  5. 2024年9月21日発売[13]、ISBN 978-4-7575-9428-9
  6. 2025年1月21日発売[14]、ISBN 978-4-7575-9623-8
  7. 2025年6月20日発売[15]、ISBN 978-4-7575-9904-8

## 関連人物
師匠
- 尾田栄一郎 - 『ONE PIECE』連載時代[16]。
- 長谷川智広 - 『恋のキューピッド 焼野原塵』連載時代[17]。